# Eostegana biroi
Eostegana biroi är en tvåvingeart som beskrevs av Friedrich Georg Hendel 1913. Eostegana biroi ingår i släktet Eostegana och familjen daggflugor. Inga underarter finns listade i Catalogue of Life.